# Phare d'Ontonagon

Le phare d'Ontonagon (en anglais : Ontonagon Light), est un phare du lac Supérieur situé près de Ontonagon, dans le Comté d'Ontonagon, Michigan.
Ce phare est inscrit au Registre national des lieux historiques depuis le 5 octobre 1975 sous le no 75000960 et le Michigan State Historic Preservation Office depuis le 17 mai 1973.

## Historique

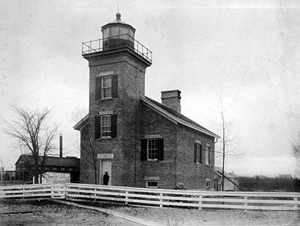
Photo de 1887 du phare d'Ontonagon

Comme Ontonagon est devenu un port plus important sur le lac Supérieur, on s'est rendu compte qu'une aide à la navigation serait nécessaire. Ainsi, en 1847, des fonds ont été affectés à l'achat d'un terrain sur lequel implanter un phare et, en 1850, des fonds supplémentaires ont été affectés à la construction de la structure. La construction a commencé en 1852 et a été achevée en 1853. La station a été allumée pour la première fois avec des Lewis lamp (en), qui ont été remplacées en 1857 par une lentille de Fresnel du cinquième ordre.
Cependant, en 1866, le phare en bois d'origine s'était gravement détérioré et des plans ont été élaborés pour le remplacer. Une nouvelle structure en briques a été achevée en 1867 par l'entrepreneur de Détroit W.F. Chittenden  et l'objectif a été retiré de l'ancienne structure en bois, qui a ensuite été démolie. En 1889, une grille en fer a été installée autour de la lumière pour faciliter le lavage des vitres. 
L'utilisation de la lumière a été interrompue en 1963 et elle a été officiellement fermée en janvier 1964. Le bâtiment a été loué au dernier gardien de phare et a servi de résidence privée à sa famille pendant quelques années. La lentille de Fresnel et les journaux des gardiens ont été remis à la Ontonagon County Historical Society. En 2003, la propriété de la structure a été transférée à la société historique du comté d'Ontonagon qui a entrepris sa restauration complète et en propose les visites.

## Description
Le phare  est une tour carrée en brique de 10 m de haut, avec une galerie et une lanterne, attenante au pignon d'une maison de 2 étages. Le phare est non peint et la salle de lanterne est noire.
Identifiant : ARLHS : USA-569 .

### Lien connexe
- Liste des phares au Michigan